# Sarah Hall
Sarah Hall (* 1974 in Carlisle, Grafschaft Cumbria, Vereinigtes Königreich) ist eine britische Schriftstellerin. Für ihre Werke hat sie mehrfach Auszeichnungen erhalten.

## Lebenslauf
Hall studierte Englisch und Kunstgeschichte an der Aberystwyth University in Wales und machte einen Abschluss als Bachelor of Arts (B.A.). Anschließend studierte sie mit Master-Abschluss Kreatives Schreiben an der University of St Andrews. Im Alter von 20 Jahren begann sie zu schreiben, zunächst Gedichte und dann Romane sowie Kurzgeschichten. Sie unterrichtet seit vielen Jahren in kreativem Schreiben. Vorübergehend hat sie in North Carolina, USA, gelebt und wohnt heute in Norwich, Norfolk. Seit 2016 ist sie Mitglied der englischen Royal Society of Literature.

## Werke
Ihr Erstlingswerk, Haweswater, handelt von den Mitgliedern einer Bauernfamilie in Cumbria, die durch den Bau des Haweswater Reservoirs ihr Land und ihre gewohnte Umgebung verlieren, und von ihrem Schicksal bei der Eingewöhnung in ein neues, nicht-ländliches Umfeld. Das Buch gewann 2003 den Commonwealth Writers’ Prize.
Ihr zweiter Roman, The Electric Michelangelo, spielt in den frühen 1920er Jahren. Er handelt von einem Tätowierer, der seinen Lebensunterhalt in einem englischen Seebad und dann auf Coney Island in den USA verdient, von seinen Träumen und von seinen Erlebnissen. Der Roman war 2004 in der engeren Auswahl für den Man Booker Prize und in Frankreich für den Prix Femina.
Der dritte Roman, The Carhullan Army, gewann 2007 den John Llewellyn Rhys Prize und 2008 den James Tiptree, Jr. Award, er war ein Kandidat für den Arthur C. Clarke Award. In America erschien der Roman unter dem Titel Daughters of the North. Seit 2021 gibt es auch eine deutsche Übersetzung: Die Töchter des Nordens. Bisher (2021) wurden über 8 Millionen Exemplare von dem Buch weltweit verkauft. Das Werk spielt in einer nicht allzu fernen Zukunft, in der Umweltkatastrophen und Wirtschaftskrisen die uns bekannten politischen Strukturen dramatisch verändert haben. Eine junge Frau entflieht den massiven staatlichen Reglementierungen und schließt sich einer Gruppe abtrünniger Frauen in den Bergen im Norden Englands an. Kommentar der englischen Tageszeitung The Times: „Eines der 100 besten Bücher des Jahrzehnts.“
Weitere Romane sind How to Paint a Dead Man (2009) und The Wolf Border (2015), der auch als deutsche Übersetzung vorliegt. Angekündigt für Ende 2021 ist Burntcoat.
Hall schreibt ebenfalls Kurzgeschichten, die in englischen und amerikanischen Zeitungen und Zeitschriften sowie im Radio wiedergegeben werden. Ihr Verlag hat Sammlungen von ihren Kurzgeschichten gedruckt, auch diese Werke sind mehrfach ausgezeichnet worden. So gewann sie im Oktober 2013 den BBC National Short Story Award für die Geschichte Mrs Fox.

## Bibliografie

### Romane
- Haweswater (2002)
- The Electric Michelangelo (2004)
- The Carhullan Army (2007), Die Töchter des Nordens (2021)
- How to Paint a Dead Man (2009)
- The Wolf Border (2015), Bei den Wölfen (2016)
- Burntcoat (2021)

### Kurzgeschichten-Sammlungen
- The Beautiful Indifference (2011)
- Mrs Fox (2014)
- Madame Zero (2017)
- Sudden Traveller (2019)